# 井原正巳
井原正巳（1967年9月18日—），已退役日本足球運動員，畢業於築波大學，前日職球隊柏雷素爾執行教練，前日本國家足球隊成員。

## 俱樂部生涯
1980年，井原正巳随水口中学获得了滋贺县足球大会的冠军及近畿大会的亚军。
1983年，在滋贺县立守山高等学校就读的井原正巳入选日本U17国家队。
1986年，井原正巳进入日本筑波大学学习，并在时任日本国青队主教练松本育夫的劝说下由高中时代的前锋位置改打后卫位置。同年，井原正巳随筑波大学获得日本大学足球选手权大会的冠军。
1988年，大学二年级的井原正巳首次入选日本国家足球队。
1990年，从筑波大学毕业的井原正巳加盟日本足球联赛的日产自动车（现横滨水手）。在1990-1991年赛季，井原正巳联赛出场22次，打入两球，获得该赛季日本足球联赛的最佳新人，并帮助日产自动车获得1991年的天皇杯冠军。
1992年，井原正巳在1991-1992年赛季联赛共出场22次，并帮助日产自动车获得1992年的天皇杯冠军及亚洲优胜者杯冠军。
1993年，日产自动车更名为横滨水手并成为日职联赛创始10队之一，井原正巳留队。5月15日，在日职联赛开幕战横滨水手对阵川崎贝尔迪的比赛中，井原正巳完成联赛首秀。
最终在1993年赛季，井原正巳在联赛出场32次，入选该赛季联赛最佳阵容，并帮助球队获得了1993年亚洲优胜者杯冠军。
1994年，井原正巳代表横滨水手在该赛季联赛出场41次，打入1粒进球，并入选该赛季联赛最佳阵容。
1995年，井原正巳代表横滨水手在该赛季联赛出场47次，打入1粒进球，帮助横滨水手获得该赛季的联赛冠军并入选该赛季联赛最佳阵容。同年，井原正巳获得亚洲足球先生的称号。
1996年，井原正巳代表横滨水手在该赛季联赛出场29次，打入1粒进球，并入选该赛季联赛最佳阵容。
1997年，井原正巳代表横滨水手在该赛季联赛出场22次，并入选该赛季联赛最佳阵容。
1998年，井原正巳代表横滨水手在该赛季联赛出场27次。
2000年，井原正巳由横滨水手转会至磐田喜悦。在2000赛季，井原正巳在日职联赛出场20次，打入1粒进球。
2001年，井原正巳由磐田喜悦转会至浦和红钻。在2001年赛季，井原正巳在日职联赛出场26次，打入1粒进球。
2002年，井原正巳代表浦和红钻在日职联赛出场28次。12月26日，井原正巳正式宣布退役。
2004年1月4日，井原正巳在东京国立竞技场举行退役的告别赛。

## 國家隊生涯
1988年，大学二年级的井原正巳首次入选日本国家队。
1993年10月28日，在1994年美国世界杯亚洲区预选赛最后一轮日本队于卡塔尔多哈对阵伊拉克队的比赛中，井原正巳首发出场，但该场比赛日本国家队在最后时刻被伊拉克绝杀扳平，无法晋级1994年美国世界杯正赛。
在1998年法国世界杯亚洲区预选赛最后一轮日本队于马来西亚吉隆坡对阵伊朗队的比赛中，井原正巳首发出场并打满全场比赛，帮助日本队以3：2战胜伊朗国家队，从而帮助日本队历史上首次进入世界杯正赛。
1998年，井原正巳入选日本国家足球队并作为日本国家足球队队长随队征战1998年法国世界杯的比赛，打满日本国家队在该届赛事中的全部比赛。

## 執教生涯
2004年，井原正巳取得日本足协S级教练资格。2006年8月至2008年8月，井原正巳任日本U23国家队助理教练。
2009年2月，井原正巳出任日乙联赛（J2联赛）柏雷素尔执行教练。
2010年，井原正巳作为执行教练随柏雷素尔获得日本足球乙级联赛（日乙联赛的冠军。
2011年，井原正巳作为柏雷素尔执行教练随柏雷素尔获得日职联赛的冠军，并获得了2011年世俱杯的出场资格。
2012年，井原正巳作为执行教练随柏雷素尔获得天皇杯的冠军。
2013年，井原正巳作为执行教练随获得日本联赛杯的冠军。
2014年赛季结束后，井原正巳，的合同到期，就此离队。
2015年1月，井原正巳上任日乙联赛福冈黄蜂主教练。在该赛季，井原正巳带领福冈黄蜂获得了日乙联赛的第3名，并通过附加赛成功升级至2016年的日职联赛。
2016年，井原正巳未能带领福冈黄蜂成功保级，以日职联赛第18名的成绩降入日乙联赛。
2017年，井原正巳带领福冈黄蜂获得日乙联赛第4名，成功进入日职联赛升级附加赛。12月3日，在J1联赛升级附加赛决赛中井原正巳执教的福冈黄蜂以0：0闷平日乙联赛排名第3的名古屋鲸鱼，但因打平上位优先的规则无法升级日职联赛。
在2018年赛季中，井原正巳率领福冈黄蜂在日乙联赛以19胜13平10负的战绩位列日乙联赛第7名，无缘J1联赛升级附加赛。
2018年12月13日，在2018年赛季从日职联赛降级的柏雷素尔官方宣布井原正巳出任一线队的执行教练。

## 人物
2003年3月25日，退役不久的井原正巳为在横滨市内推广足球运动，与横滨水手签约并担任横滨水手“接触足球计划”的客座教练，为广大横滨市民提供足球教学服务。
2004年，井原正巳担任NHK电视台特约评论员，并全程解说了日本国家队在2004年亚洲杯的比赛。

## 獎項
- 亞洲足球先生: 1995年
- 日本職業足球聯賽最佳11人: 1993年、1994年、1995年、1996年、1997年

## 外部連結
- 官方网站
- アビスパ福岡｜監督 井原 正巳
- 柏レイソルによる公式プロフィール
- 井原正巳 – FIFA國際賽競賽紀錄 (存檔) （英文）
- 井原正巳在 National-Football-Teams.com 上的出场纪录 （英文）
- 日本職業足球聯賽中的井原正巳 （日語）
- J联赛中的井原正巳（日語）

| 前任： 赛义德·奥维兰 | 亚洲足球先生 1995年 | 繼任： 中田英壽 |